# Jabukovac (Negotin)
Jabukovac (em cirílico:Јабуковац) é uma vila da Sérvia localizada no município de Negotin, pertencente ao distrito de Bor, nas regiões de Timočka Krajina e Negotinska Krajina. A sua população era de 1610 habitantes segundo o censo de 2009.

## Demografia
| 1948  | 1953  | 1961  | 1971  | 1981  | 1991  | 2002  |
| ----- | ----- | ----- | ----- | ----- | ----- | ----- |
| 4 550 | 4 592 | 4 491 | 3 886 | 3 485 | 2 988 | 1 884 |